# Homiel-Niacotny
Homiel-Niacotny (biał. Гомель-Няцотны, ros. Гомель-Нечётный; dosł. Homel Nieparzysty) – przystanek kolejowy w miejscowości Homel, w obwodzie homelskim, na Białorusi. Leży na linii Homel - Żłobin - Mińsk.
Przystanek położony jest w obrębie stacji Homel, przy jej torach postojowych.